# アレクサンデル・ヤクプ・ルボミルスキ
アレクサンデル・ヤクプ・ルボミルスキ（Aleksander Jakub Lubomirski, 1695年5月11日 - 1772年11月16日）は、ポーランド・リトアニア共和国の貴族、公爵（帝国諸侯）。同国とザクセン選帝侯領に将官として仕えた。

## 生涯
ヘトマンのヒェロニム・アウグスティン・ルボミルスキ公爵とその妻コンスタンツィア・フォン・アルテンボックムの長男。母の妹カタリーナ・フォン・アルテンボックムはアウグスト強王の妾となった。
家族の所領ジェシュフで家庭教育を受けて育つが、1704年ザクセン軍が同市を占領した際、人質として連行される。親族の拠出した身代金のおかげで自由の身となり、そのままドイツで学業を継続・修了した。1714年にはアウグスト強王のフランス訪問に随行した。
1721年より王冠領配膳官（Podstoli koronny）となり、1723年ニェボルフ宮殿を購入。1726年白鷲勲章拝受。1728年～1748年王冠領剣捧持官を務める。ポーランド軍所属し、1729年少将に昇進、銃士隊隊長を務めた。1738年中将に昇進。1737年ザクセンの聖ハインリヒ軍事勲章を受ける。1745年ザクセン軍の騎兵大将の階級を受ける。翌1746年ポーランド軍の砲兵大将に昇進、1752年まで同職を保持した。
七年戦争ではザクセン軍第12歩兵連隊（Kursächsische Infanterieregiment Nr. 12 „Graf Stollberg“）を指揮したが、同連隊はピルナ包囲戦でザクセン軍がプロイセン軍に降伏した後、主力はフリードリヒ・クリスティアン・フォン・ハウス少将率いるプロイセン軍第55歩兵連隊（Altpreußisches Infanterieregiment S 55）に組み入れられ、残りも1763年にはブランデンブルク・アン・デア・ハーフェル駐屯の第36歩兵連隊（Altpreußisches Infanterieregiment No. 36 „von Münchow“）に所属させられた。ルボミルスキ自身は新たに編成された第12歩兵連隊の連隊長になり、1765年には近衛擲弾兵部隊の指揮官に転じた。
ルボミルスキは1772年ドレスデンで亡くなり、同市の旧カトリック墓地に葬られた最初のポーランド人となった。ただし墓碑は現存しない。

## 子女
1717年、ザクセン政府の閣僚フリードリヒ・ヴィツトゥム・フォン・エックシュテット伯爵の娘フリーデリケ・シャルロッテ（1700年 - 1755年）と結婚、間に3人の娘をもうけた。
- フリーデリケ・コンスタンツェ（1719年 - 1787年） - 1744年在イスタンブルフランス大使アリュール伯爵ロラン・プショー（1659年 - 1754年）と初婚、1760年リレ侯爵シャルル・ベルトラン・ド・ブルドネー（1726年 - 1792年）と再婚
- ルドヴィカ・アマーリア（1722年 - 1778年） - 1739年フリードリヒ・アウグスト・ルトフスキ伯爵と結婚
- ヘンリエッテ・シャルロッテ（1726年 - 1782年） - 1745年カール・ゲオルク・フリードリヒ・フォン・フレミング（ドイツ語版）伯爵と結婚

## 引用
1. ↑  Gudrun Schlechte: Der Alte Katholische Friedhof in der Friedrichstadt zu Dresden. Hille, Dresden 2004, S. 38.